# Калиновка (Веселиновский район)
Калиновка (укр. Калинівка) — село в Веселиновском районе Николаевской области Украины.
Население по переписи 2001 года составляло 48 человек. Почтовый индекс — 57024. Телефонный код — 5163. Занимает площадь 0,154 км².

## Местный совет
57024, Николаевская обл., Веселиновский р-н, с. Лубянка